# 베르크 대공국
베르크 대공국(독일어: Großherzogtum Berg)이라고도 알려진 베르크 클레베 대공국은 1805년 라인강에서 프랑스 제국과 독일의 베스트팔렌 왕국 사이의 영토에서 아우스터리츠 전투(1805년)에서 승리하고 나폴레옹 황제에 의해 1806년 설립된 영토의 대공국이다.

## 문장

베르크 대공국의 문장 (1806년 ~ 1808년)
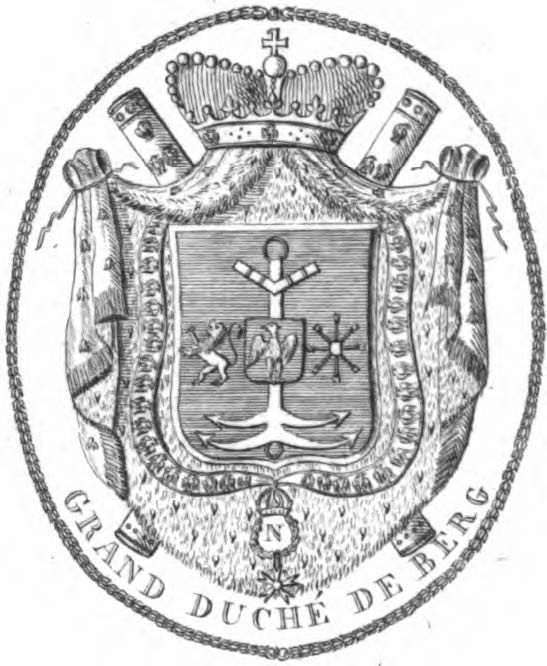
베르크 대공국의 인장 (1807년)
베르크 대공국의 문장 (1809년 ~ 1813년)

## 행정 구역
| - 엠스 - 코스펠트 - 뮌스터 - 링겐 | - 라인 - 뒤셀도르프 - 엘버펠트 - 에센 - 뮐하임 | - 루르 - 도르트문트 - 하겐 - 햄 | - 지그 - 딜렌부르크 - 지겐 |